# 寒戰
《寒戰》（英語：Cold War）是一部於2012年上映的警匪題材香港電影，由雙雙首次執導的梁樂民和陸劍青擔任編劇及導演，錢嘉樂和黃偉輝任動作指導，郭富城、梁家輝和楊采妮領銜主演。《寒战》是第17届釜山國際电影节的开幕電影，於2012年11月8日在香港、中国大陆、澳門、馬來西亞、澳大利亞及新西蘭率先上映。以4268万港币成为香港年度华语片冠军，并在第32屆香港電影金像獎上榮獲最佳電影、最佳导演、最佳男主角等9個獎項。續集《寒戰II》於2016年7月8日上映。前傳《寒戰1994》及《寒戰1995》於2024年公佈拍攝，並於2025年發佈首張海報及首條預告。
「寒戰」被設定為代表電影中香港警務處內部最高级别行動的代號。

## 剧情
在某個午夜，一台載有高科技裝備和五名員警的香港警務處冲锋车突然失踪。警方在調查過程中發現，這批恐怖份子對警方的行動模式了如指掌，他們的計畫看似早已超前幾步，甚至有可能已經入侵了警方的內部網路。當時警務處處長因公事不在香港，因此警務處副處長李文斌領軍並發起了一場名為「寒戰」的緊急救援行動，同時宣布香港進入緊急狀況。
在被恐怖份子多次誤導並未能追捕到他們後，另一位副處長劉傑輝認為，因為被綁的五名警察中有一位是李的兒子李家俊，所以李的行為太過衝動。劉傑輝找了兩位高級警司徐永基和鄺智立討論，兩位也都認為李的作為過於激進。於是，劉傑輝決定接替李的指揮權，並親自主持「寒戰」行動。
劉傑輝打算跟恐怖份子談判，同時偷偷追蹤他們找出藏身地。恐怖份子要求的贖金是警察和緊急應變車的估價。整理好贖金時，恐怖份子又打來，說他們只要三分之一的金額，而且要劉傑輝親自送錢過去。金庫主管威廉跟徐永基表示用不完的鈔票是否可以直接送回金庫，擔心如果事情出了問題，銀行會被牽扯進去。徐永基將這情況告訴劉傑輝後，劉傑輝提議使用“狗車”來運送多餘的錢回金庫，避免其被截取。
但到了交錢的地點，劉傑輝被告知停車，然後把錢丟下橋，這造成了交通大塞車。一片混亂中，意識到情況不對勁的劉傑輝立即請求徐永基上來支援，此時恐怖份子開始對劉傑輝發動攻擊，徐永基與恐怖份子激烈交火，但最終失控撞上劉傑輝搭乘的計程車。當劉傑輝急忙查看徐永基的情況時，發現他已經中彈且傷勢嚴重。徐永基自嘲：“太久沒練，槍法都鈍了。” 劉傑輝立刻請手下叫救護車，與此同時，他收到鄺智立的消息表示原本要退回金庫的那筆錢也被恐怖份子攔截了，徐永基送醫急救後宣告不治。但好消息是，警方在另一處成功救出了那些被綁的警察。在辦公室沉思到半夜一點的劉傑輝，收到梁紫薇的消息表示，威廉在事發當天就請了半個月的年假，會查詢出入境資料。
劉傑輝約見了威廉想詢問徐永基是否真的提議直接送回金庫，但威廉卻完全否認，劉傑輝想請他明天做筆錄，沒想到威廉卻被汽車炸彈炸死。劉傑輝懷疑恐怖份子得到了警方內部人的幫助，但在他能深入調查之前，他被廉政公署的張國標拘捕，因張收到了來自匿名消息來源關於「寒戰」行動的洩露訊息。張國標對劉傑輝進行了審訊，指控他處理救援行動時表現極差，導致贖金遺失，並私自取走了部分贖金。劉傑輝否認了這一點，而廉政公署沒有找到任何對他不利的證據。張國標進一步調查，發現警務處處長即將在兩年內退休，因此李或劉將有可能獲得提拔。由於劉傑輝擅長管理警察的財務，得到了保安局局長的支持。而李則是從警員一路晉升上來，得到了包括刑警在內的前線警官的支持。張國標現在懷疑李想利用「寒戰」行動的失敗來破壞劉傑輝的晉升機會。
廉政公署和劉傑輝根據法醫證據確定，李家俊是挾持衝鋒車事件的主腦。劉傑輝將這消息告訴李，透露原來是他自己洩漏訊息給廉政公署（他們能獨立於警察隊伍行動），目的是為了利用他們的力量去查此案，這樣就不會讓內鬼起疑。另一方面，鄺智立透過證據顯示炸死威廉的炸彈源自黑火藥之線索，與飛虎隊來到合法放煙火的場所逮捕恐怖份子。當恐怖份子與飛虎隊發生槍戰時，其中一名恐怖份子陳斌曾經與鄺智立相識，於是約見對方到天臺會面，鄺智立也認出對方曾是O記臥底探員，但飛虎隊指揮官石米高突然出現，當陳斌認出米高是當年出賣他的人並指責他時米高突然槍殺了兩人，陳斌死前也引爆炸藥將石米高炸死。李找到他的兒子問清楚，李家俊坦承他看不過現任警務處處長軟弱無能，而劉傑輝只會做帳拍馬屁，才策劃此事件替父親上位。看到李家俊一點都不後悔還不肯多說，李很不捨地命令拘捕他，並當面聲明不再認他這個兒子。隔天，李和現在的處長宣佈他們要退休，且提議讓劉傑輝接任警務處處長，還特別稱讚劉傑輝這次處理案件的巧妙。
電影的結尾是劉傑輝接到一通來自恐怖份子的神秘電話，對方宣稱已綁架了他的妻子，要求釋放李家俊作為交換。

## 演員
- 演員欄括號內為粵語配音員。

### 管理組
| 演員   | 角色   | 介紹 |
| 郭富城 | 劉傑輝 | Sean 警務處（管理）副處長，最終晉升為警務處處長 44歲，香港警隊史上最年輕的副處長，掌管人事及訓練處、監管處（包括資訊系統部）和財務、政務及策劃處 因多從事警隊中的內勤行政部門，成功重整警隊架構和削減開支，深受保安局局长陆明华欣賞，被視為下任警務處處長大熱人選之一，但不獲警隊內鷹派支持 接替李文彬成為「寒戰」行動總指揮 署理警務處處長 陳雪兒之夫 劉思雅之父 梁紫薇前男友 深信法治和程序的重要 |
| 楊采妮 | 梁紫薇 | Phoenix 警察公共關係科總警司 劉傑輝前女友 深信法治和新聞自由的重要 |
| 錢嘉樂 | 徐永基 | Vincent 高級警司 劉傑輝之下屬和好友，前線行動經驗豐富 被任命為「寒戰」行動副指揮之一 在「寒戰」行動中因与匪徒交火中弹而殉職 |
| 尹子維 | 杜 文  | Man、阿杜 警司（資訊科技總監） 文職技術官，屬於監管處內的資訊科技部，向劉傑輝負責 |

### 行動組
| 演員            | 角色   | 介紹 |
| 梁家輝          | 李文彬 | Waise M.B.Lee 警務處（行動）副處長 51歲，服務警隊已經三十年，從初級警官幹起，主要服役於行動部門，深受前線警察們愛戴，被視為下任警務處處長大熱人選之一 父親李樹棠是香港警隊史上首位華人警司 與兒子李家俊同住 命名此次行動代號為「寒戰」，並啟動一級戒備 「寒戰」行動最初的總指揮，因為健康及私人理由而自願退出 還有6年才達到警隊強制退休年齡，最後申請提早退休 |
| 林家棟          | 鄺智立 | Albert 高級警司 李文彬之下屬，前線行動經驗豐富 學歷在眾人中最高，正在修讀法律博士課程，崇尚法治精神 被任命為「寒戰」行動副指揮官之一在天台面見陳斌時，被石槍殺殉職 |
| 安志 （鄧肇基） | 石     | Michael 特別任務連（行動指揮官），实则为黑警在天台枪杀邝智立与陈斌，最后与陈斌及邝智立同归于尽 |

### 其他
| 演員                | 角色   | 介紹 |
| 劉德華 （客串演出） | 陸明華 | 陸先生、Philip Luk 保安局局長 器重刘杰辉 |
| 王敏德              | 曾向榮 | 曾Sir 、 CP、York Tsang 警務處處長，54歲 李文彬、刘杰辉、梁紫薇、石米高、邝智立之上司 事件發生期間，剛巧與幾位助理處長外訪哥本哈根 被警隊內鷹派視為軟弱無能 本離退休還有兩年半，其後申請提早退休                                         |
| 徐家傑              | 麥啟文 | 麥Sir、麦生 廉政公署執行處首長 被李文彬形容為心中惡毒 |
| 李治廷              | 張國標 | Billy 廉政公署執行處A組首席調查主任 麥啟文的下屬 |
| 何偉業              | 郭偉明 | 廉政公署執行處A組高級調查主任 張國標的助手 |
| 陳 瀅               | 陳少珍 | Nicole 廉政公署執行處A組助理調查主任 張國標的下屬 |
| 文 峰               | 陳 斌  | 前有組織罪案及三合會調查科臥底探員，為保障人身安全，港英時代被安排改名換姓移民南非 與鄺智立和石米高認識 綁架警察事件之表象上的主謀，後半段在天台時向鄺智立要求成為污點證人，但被趕來的石米高槍殺最終引爆天台的炸藥，與鄺智立和石同歸於盡 |
| 彭于晏 （何承駿）   | 李家俊 | Joe 衝鋒隊警員（PC78633） 新界南總區第71號衝鋒車（EUNTS 71）的隊員 李文彬之子 智商達192的天才，屬警隊內鷹派的支持者 脅持警員事件成員之一，「被綁架」的警員之一，後獲救 冲锋车骑劫案主谋                                              |
| 韋家雄              | 黃 強  | 衝鋒隊高級警員（SPC6911） 負責駕駛新界南總區第71號衝鋒車（EUNTS 71）的車長 被綁架警員之一 期間心臟病發，被綁匪棄於醫院急症室門外，經搶救後證實不治                                                                                   |
| 鄭欣宜              | 沈美怡 | 衝鋒隊女警長（WSGT48475） 新界南總區第71號衝鋒車（EUNTS 71）的當值主管 被綁架警察之一，後獲救 |
| 李天翔              | 梁子明 | 衝鋒隊警員（PC38543） 新界南總區第71號衝鋒車（EUNTS 71）的通訊員 被綁架警員之一，後獲救 |
| 陳嘉輝              | 鄭國鋒 | 衝鋒隊警員（PC60625） 新界南總區第71號衝鋒車（EUNTS 71）的便裝隊員 被綁架警員之一，後獲救 |
| 馬伊琍 （程文意）   | 陳雪兒 | Michelle 劉傑輝之妻 劉思雅之母 向日葵花店負責人 |
| 唐沛澄              | 劉思雅 | 劉傑輝、陈雪儿之女，5歲 小太陽幼兒園高班學生 |
| 何華超              | 魏威廉 | William 九龍灣金庫主管 前半段給徐永基領取贖金之後，離港放假 中段與劉傑輝私下見面後被預先放置在車內的炸彈炸死 |
| 賈曉晨              | Janet  | 徐永基之妻 |
| 黃芝琪              | 張美茹 | May 見習督察 |
| 李凱賢              |        | 醉酒男 |
| 彭立威              |        | 的士司機 |
| 林慧倩              |        | 新聞主播 |
| 布睎尤              |        | 杜文女友 |
| 劉勝華              |        | 警司 |
| 李華柱              |        | 警司 |
| 鮑少剛              |        | 警司 |
| 周志強              |        | 警司 |
| 戴耀明              |        | 高級督察 |
| 梁皓楷              |        | 高級督察 |
| 何卓瑩              |        | 高級督察 |
| 符曉薇              |        | 高級督察 |
| 丁樂鍶              |        | 高級督察 |
| 楊威                |        | 高級督察 |
| 簡慕華              |        | 廉署調查員 |
| 倪晨曦              |        | 廉署調查員 |
| 莫少宗              |        | 廉署調查員 |
| 李啟杰              |        | 廉署調查員 |

## 制作
導演陸劍青與梁樂民表示，劇本概念源於看到美國總統奧巴馬參加2008年美國總統選舉而受到啓發：“雖然明裡並沒有多麼驚心動魄的衝突，但他們背後的團隊卻始終以各種手段角力，儼然一場劇力萬鈞的商業大片”。
本片於2011年10月至12月間在香港拍攝，耗資共5億新台幣（約1.3億港幣），並邀請荷里活著名電影《蝙蝠俠—黑夜之神》的航空拍攝團隊到香港參與航空拍攝。

## 獎項及提名
| 獎項                                     | 類別                 | 名字           | 結果 |
| ---------------------------------------- | -------------------- | -------------- | ---- |
| 第55届亚太影展                           | 最佳剪接             | 鄺智立、黃海   | 獲獎 |
| 第55届亚太影展                           | 最佳男主角           | 梁家輝         | 提名 |
| 第7届亚洲电影大奖                        | 最佳男主角           | 梁家輝         | 提名 |
| 第50屆金馬獎                             | 最佳男主角           | 梁家輝         | 提名 |
| 第50屆金馬獎                             | 最佳新導演           | 梁樂民、陸劍青 | 提名 |
| 2012年度香港電影工作者總會頒獎禮         | 2012年度傑出導演     | 梁樂民、陸劍青 | 獲獎 |
| 2012年度香港電影工作者總會頒獎禮         | 2012年度最受推介電影 | 《寒戰》       | 獲獎 |
| 第9屆華鼎獎                              | 中国最佳影片奖       | 《寒戰》       | 獲獎 |
| 亞洲週刊                                 | 2012十大中文電影     | 《寒戰》       | 獲獎 |
| 《青年电影手册》2012年度华语十佳颁奖典礼 | 年度华语十佳影片     | 《寒戰》       | 獲獎 |
| 第32屆香港電影金像獎                     | 最佳電影             | 《寒戰》       | 獲獎 |
| 第32屆香港電影金像獎                     | 最佳導演             | 梁樂民、陸劍青 | 獲獎 |
| 第32屆香港電影金像獎                     | 最佳編劇             | 梁樂民、陸劍青 | 獲獎 |
| 第32屆香港電影金像獎                     | 最佳男配角           | 林家棟         | 提名 |
| 第32屆香港電影金像獎                     | 最佳攝影             | 關智耀、謝忠道 | 提名 |
| 第32屆香港電影金像獎                     | 最佳剪接             | 鄺智立、黃海   | 獲獎 |
| 第32屆香港電影金像獎                     | 最佳新演員           | 徐家傑         | 獲獎 |
| 第32屆香港電影金像獎                     | 最佳動作設計         | 錢嘉樂、黃偉輝 | 提名 |
| 第32屆香港電影金像獎                     | 最佳音響效果         | 曾景祥         | 獲獎 |
| 第32屆香港電影金像獎                     | 最佳視覺效果         | 鄭文政         | 獲獎 |
| 第32屆香港電影金像獎                     | 最佳原創電影音樂     | 金培達         | 獲獎 |
| 第32屆香港電影金像獎                     | 最佳男主角           | 梁家輝         | 獲獎 |
| 2013年華語電影傳媒大獎                   | 最佳男主角           | 梁家輝         | 獲獎 |
| 2013年華語電影傳媒大獎                   | 观众票选最受瞩目表现 | 彭于晏         | 提名 |
| 2013年華語電影傳媒大獎                   | 观众票选最受瞩目电影 | 《寒戰》       | 提名 |
| 第15屆中國電影華表獎                     | 優秀對外合拍片       | 《寒戰》       | 獲獎 |
| 第22屆上海影評人獎                       | 十佳影片             | 《寒戰》       | 獲獎 |
| 第19屆香港電影評論學會大獎               | 最佳電影             | 《寒戰》       | 提名 |
| 第19屆香港電影評論學會大獎               | 最佳男演員           | 梁家輝         | 決選 |
| 第19屆香港電影評論學會大獎               | 最佳編劇             | 梁樂民、陸劍青 | 提名 |
| 第32屆大眾電影百花獎                     | 最佳女配角           | 楊采妮         | 提名 |
| 第32屆大眾電影百花獎                     | 最佳新人             | 彭于晏         | 提名 |

## 票房
《寒戰》於第17屆釜山電影節中以開幕電影的地位率先亮相，大會原來安排了放映4場，惟約3,000張預售門票於95秒內即被售罄，為釜山電影節上第2快門票售罄的開幕電影，大會隨後趕緊額外播映2場。
香港方面，上映首日收获201万港元，成为年度非节假日开画成绩最高的华语影片；於上映首4日，《寒戰》收獲1,261萬港元。截自2012年12月16日，《寒戰》於香港的總票房收入達到港幣$41,984,847。2012年香港電影全年票房數字《寒戰》上映日期由2012年11月18日至12月31日票房收入為港幣42,686,613元，成為2012年港産電影最高收入第1名。
中国大陆方面，上映首周四日收获9,100万人民币排名首位，最终以2.56亿的成绩创造纯香港電影在中國大陆市场的票房记录，后来该记录被安乐公司的2013年作品《风暴》超越。
台灣方面，最終全台票房為新台幣8000萬元。
| 上一届： 《新鐵金剛：智破天凶城》 | 2012年香港一週票房冠軍 第45-46週     | 下一届： 《少年PI的奇幻漂流》 |
| 上一届： 《谍影重重4》            | 2012年中国内地一周票房冠军 第45-46周 | 下一届： 《少年派的奇幻漂流》 |

## 續集
《寒戰II》是2016年香港劇情片，為2012年電影《寒戰》之續集，前作導演陸劍青和梁樂民執導，由郭富城、梁家輝、楊采妮及文詠珊領銜主演；周潤發、彭于晏、李治廷及楊祐寧特別演出。中國大陸、香港、台灣、澳洲及紐西蘭於2016年7月8日上映。